# Нарын (Калмыкия)
Нары́н (калм. Нарын — солнце) — посёлок в составе Булуктинского сельского муниципального образования Приютненского района Калмыкии, расположенный при этом на территории городского округа Элиста.

## История
Дата основания не установлена. До войны на месте посёлка находилась полевая станция. До 1990-х в посёлке действовал зверосовхоз.

## Физико-географическая характеристика
Посёлок расположен на северо-востоке Приютненского района в пределах Ергенинской возвышенности, являющейся частью Восточно-Европейской равнины, на правом склоне балки Аршань. Средняя высота над уровнем моря — 136 м. Рельеф местности равнинный.
По автомобильной дороге расстояние до столицы Калмыкии города Элиста (центра города) составляет 9,2 км, до районного центра села Приютное — 67 км, до административного центра сельского поселения — 5,3 км. Ближайший населённый пункт посёлок Аршан расположен в 2,5 км к северу от Нарына. К посёлку имеется асфальтированный подъезд от региональной автодороги Элиста — Арзгир — Минеральные Воды (0,3 км).
Согласно классификации климатов Кёппена-Гейгера посёлок находится в зоне континентального климата с относительно холодной зимой и жарким летом (индекс Dfa). В окрестностях посёлка распространены светлокаштановые почвы различного гранулометрического состава в комплексе с солонцами.
В посёлке, как и на всей территории Калмыкии, действует московское время.

## Население
| 2002 | 2010 | 2011 |
| ---- | ---- | ---- |
| 490  | ↗529 | ↗540 |

Национальный состав
Согласно результатам переписи 2002 года большинство населения посёлка составляли калмыки (76 %)

## Экономика
Действующих промышленных предприятий в поселке Нарын нет.

## Социальная инфраструктура
Медицинское обслуживание жителей обеспечивают местный фельдшерско-акушерский пункт и Приютненская центральная районная больница. Среднее образование жители села получают в Аршанской средней общеобразовательной школе, расположенной в посёлке Аршан.
Посёлок электрифицирован и газифицирован, однако система централизованного водоснабжения отсутствует. Обеспечение питьевой водой осуществляется индивидуально, путём подвоза воды к каждому домовладению. Централизованное водоотведение также отсутствует. Водоотведение обеспечивается за счёт использования выгребных ям. Система сбора организации сбора твёрдых бытовых отходов отсутствует.